# Baphia burttii
Baphia burttii är en ärtväxtart som beskrevs av Baker f. Baphia burttii ingår i släktet Baphia och familjen ärtväxter. Inga underarter finns listade i Catalogue of Life.